# 短鱗諾福克三鰭䲁
短鱗諾福克三鰭鳚（学名：Norfolkia brachylepis），又名短鱗諾福克鳚、狗鰷、三鰭鳚，为條鰭魚綱鱸形目三鰭鳚科諾福克鳚屬下的一个种，该物种于1960年由Leonard Schultz描述，分布于印度洋-太平洋海域，深度1至25公尺，本鱼体延长，侧线鳞片21-24，眶触须和鼻触须呈掌状，约与瞳孔直径等大，体黄褐色，头部吻端至眼前缘褐色，眼下缘另具褐色带，体侧具显著之褐色宽横带，背鳍硬棘18-19枚、背鳍软条10–11枚、臀鳍硬棘2枚、臀鳍软条20–21枚，体长可达7.3公分，成虫栖息于珊瑚礁或岩石中，通常在礁石下、清澈的泻湖和临海礁石，雌鱼产附著性卵，生活习性不明。